# Sələsüz
Sələsüz è un comune dell'Azerbaigian situato nel distretto di Şahbuz.